# عنایت خان (تاریخ‌نگار)
عنایت خان تاریخ‌نگار دوران امپراتوری گورکانی هند بود که از آثار مهم وی شاه جهان نامه بوده که درباره زندگی شاه جهان بوده است.